# Onofre Marimón
Onofre Agustín Marimón (* 19. Dezember 1923 in Zárate, Buenos Aires; † 31. Juli 1954 am Nürburgring, Deutschland) war ein argentinischer Automobilrennfahrer. Er startete in den 1950er Jahren u. a. in der Formel-1-Weltmeisterschaft.

## Karriere
Wie viele andere argentinische Rennfahrer trat Marimón, der den Spitznamen Pinocho (span. für „Pinocchio“) trug, erstmals bei der Temporada ins Rampenlicht. Diese Rennserie bestand in den Jahren nach dem Zweiten Weltkrieg aus mehreren Rennen zu Jahresbeginn in Südamerika und bot auch europäischen Piloten die Möglichkeit, während der Winterpause zu trainieren. Zu seinen Gegnern dort zählten unter anderem Juan Manuel Fangio und José Froilán González, wobei er mit beiden befreundet blieb, als diese sich zwischenzeitlich zerstritten hatten. 1951 bestritt er seine ersten Rennen in Europa und startete mit González auch beim 24-Stunden-Rennen von Le Mans. Ab der Formel-1-Saison 1953 fuhr er auf Maserati. Zu seinen besten Ergebnissen zählen zwei dritte Plätze, beim GP von Belgien 1953 und beim GP von Großbritannien 1954, wo er mit einer fahrerischen Glanzleistung vom letzten Startplatz, den das Team durch Nachlässigkeit im Training verursacht hatte, nach vorne kam.
Beim nächsten Rennen, dem GP von Deutschland auf dem Nürburgring, verunglückte Marimón im Training tödlich. Zuvor hatte er sich bei seinem ersten Start auf dieser Strecke bei seinen etablierten argentinischen Fahrerkollegen ausführliche Anweisungen geholt, um nicht den Tücken des Rings zum Opfer zu fallen. Doch als er in der schwer einzusehenden Abfahrt Wehrseifen abbremste, blockierte infolge eines Defekts ein Vorderrad, woraufhin der Monoposto in die Bäume und Gebüsche schleuderte. Marimón starb noch am Unfallort. Es war der erste Todesfall in einem Formel-1-Weltmeisterschaftslauf. Angesichts des Schocks versöhnten sich González und Fangio.

## Statistik

### Statistik in der Automobil-Weltmeisterschaft

#### Gesamtübersicht
| Saison | Team                      | Chassis          | Motor           | Rennen | Siege | Zweiter | Dritter | Poles | schn. Rennrunden | Punkte | WM-Pos. |
| ------ | ------------------------- | ---------------- | --------------- | ------ | ----- | ------- | ------- | ----- | ---------------- | ------ | ------- |
| 1951   | Scuderia Milano           | Maserati 4CLT/50 | Milano 1.5 L4s  | 1      | −     | −       | −       | −     | −                | −      | NC      |
| 1953   | Officine Alfieri Maserati | Maserati A6GCM   | Maserati 2.0 L6 | 6      | −     | −       | 1       | −     | −                | 4      | 11.     |
| 1954   | Officine Alfieri Maserati | Maserati 250F    | Maserati 2.5 L6 | 4      | −     | −       | 1       | −     | 1                | 4,14   | 13.     |
| Gesamt | Gesamt                    | Gesamt           | Gesamt          | 11     | −     | −       | 2       | −     | 1                | 8,14   |         |

#### Einzelergebnisse
| Saison | 1 | 2   | 3   | 4 | 5   | 6   | 7   | 8   | 9 |
| ------ | - | --- | --- | - | --- | --- | --- | --- | - |
| 1951   |   |     |     |   |     |     |     |     |   |
|        |   |     | DNF |   |     |     |     |     |   |
| 1953   |   |     |     |   |     |     |     |     |   |
|        |   |     | 3   | 9 | DNF | DNF | DNF | DNF |   |
| 1954   |   |     |     |   |     |     |     |     |   |
| DNF    |   | DNF | DNF | 3 | DNS |     |     |     |   |

| Legende  | Legende            | Legende                                                          |
| Farbe    | Abkürzung          | Bedeutung                                                        |
| -------- | ------------------ | ---------------------------------------------------------------- |
| Gold     | –                  | Sieg                                                             |
| Silber   | –                  | 2. Platz                                                         |
| Bronze   | –                  | 3. Platz                                                         |
| Grün     | –                  | Platzierung in den Punkten                                       |
| Blau     | –                  | Klassifiziert außerhalb der Punkteränge                          |
| Violett  | DNF                | Rennen nicht beendet (did not finish)                            |
| Violett  | NC                 | nicht klassifiziert (not classified)                             |
| Rot      | DNQ                | nicht qualifiziert (did not qualify)                             |
| Rot      | DNPQ               | in Vorqualifikation gescheitert (did not pre-qualify)            |
| Schwarz  | DSQ                | disqualifiziert (disqualified)                                   |
| Weiß     | DNS                | nicht am Start (did not start)                                   |
| Weiß     | WD                 | zurückgezogen (withdrawn)                                        |
| Hellblau | PO                 | nur am Training teilgenommen (practiced only)                    |
| Hellblau | TD                 | Freitags-Testfahrer (test driver)                                |
| ohne     | DNP                | nicht am Training teilgenommen (did not practice)                |
| ohne     | INJ                | verletzt oder krank (injured)                                    |
| ohne     | EX                 | ausgeschlossen (excluded)                                        |
| ohne     | DNA                | nicht erschienen (did not arrive)                                |
| ohne     | C                  | Rennen abgesagt (cancelled)                                      |
| ohne     | keine WM-Teilnahme |                                                                  |
| sonstige | P/fett             | Pole-Position                                                    |
| sonstige | 1/2/3/4/5/6/7/8    | Punktplatzierung im Sprint-/Qualifikationsrennen                 |
| sonstige | SR/kursiv          | Schnellste Rennrunde                                             |
| sonstige | *                  | nicht im Ziel, aufgrund der zurückgelegten Distanz aber gewertet |
| sonstige | ()                 | Streichresultate                                                 |
| sonstige | unterstrichen      | Führender in der Gesamtwertung                                   |

### Le-Mans-Ergebnisse
| Jahr | Team           | Fahrzeug              | Teamkollege           | Platzierung | Ausfallgrund |
| ---- | -------------- | --------------------- | --------------------- | ----------- | ------------ |
| 1951 | Henri Louveau  | Talbot-Lago T26GS     | José Froilán González | Ausfall     | Kühler       |
| 1953 | SpA Alfa Romeo | Alfa Romeo 6C 3000 CM | Juan Manuel Fangio    | Ausfall     | Motorschaden |

### Einzelergebnisse in der Sportwagen-Weltmeisterschaft
| Saison | Team                | Rennwagen                                            | 1   | 2   | 3   | 4   | 5   | 6   | 7   |
| ------ | ------------------- | ---------------------------------------------------- | --- | --- | --- | --- | --- | --- | --- |
| 1953   | Alfa Romeo Maserati | Alfa Romeo 1900 Alfa Romeo 6C 3000 CM Maserati A6GCS | SEB | MIM | LEM | SPA | NÜR | RTT | CAP |
| 1953   | Alfa Romeo Maserati | Alfa Romeo 1900 Alfa Romeo 6C 3000 CM Maserati A6GCS |     | DNF | DNF |     | DNF |     |     |